# Els miserables (pel·lícula de 1995)
Els miserables (títol original en francès: Les Misérables) és una pel·lícula francesa dirigida par Claude Lelouch, estrenada el 1995. Ambientada a França durant la primera meitat del segle xx, la pel·lícula tracta d'un home pobre i analfabet anomenat Henri Fortin (Jean-Paul Belmondo) que coneix la clàssica novel·la de 1862 de Victor Hugo Els Misérables i comença a veure paral·lelismes amb la seva pròpia vida. La pel·lícula va guanyar el Globus d'Or de 1995 a la millor pel·lícula en llengua estrangera.

## Argument
Començaments del segle xx. Henri Fortin, acusat equivocadament d'haver matat el seu patró, el comte de Villeneuve, és condemnat a presidi. La seva dona, Catherine es refugia amb el seu fill Henri a la regió d'Arromanches.
De resultes d'una evasió fallida, Henri pare mor. Ja adult, Henri fill es converteix en campió de boxa dels pesos mitjans. El 1940, fent de transportista, ajuda André Ziman, la seva dona Elise i la seva filla, Salomé, a fugir de les persecucions nazis. Durant el viatge cap a el Jura, li expliquen la història de Jean Valjean, malnom que li han donat per la seva força hercúlia...

## Repartiment
- Jean-Paul Belmondo: Henri Fortin / Jean Valjean
- Michel Boujenah: André Ziman
- Alessandra Martines: Madame Ziman
- Salomé Lelouch: Salomé Ziman
- Annie Girardot: Madame Thénardier (1942)
- Philippe Léotard: Thénardier (1942)
- Clémentine Célarié: Catherine / Fantine
- Philippe Khorsand: El policia / Javert
- Ticky Holgado: El trinxeraire
- Rufus: Thénardier (1830)
- Nicole Croisille: Madame Thénardier (1830)
- William Leymergie: Toureiffel
- Jean Marais: Monsenyor Myriel
- Micheline Presle: La mare superiora
- Daniel Toscan du Plantier: El comte de Villeneuve
- Michaël Cohen: Marius
- Jacques Boudet: El metge de campanya
- Robert Hossein: El mestre de cerimònia

## Premis[calcitació]
- Globus d'Or a la millor pel·lícula estrangera 1996
- César a la millor actriu secundària per Annie Girardot